# Geomembrana

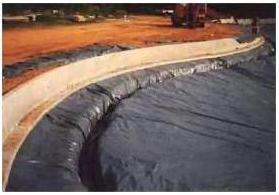
Geomembrana.

Geomembrana é um dos tipos mais comuns de geossintéticos e consiste-se em uma manta de liga plástica, elástica e flexível. Os tipos mais encontrados são fabricadas com polietileno de alta densidade – PEAD ou policloreto de vinila – PVC.
Apresentam excelente performance quando utilizada como revestimento impermeabilizante podendo ter diversas aplicações em impermeabilização, sendo sua principal utilização em lagos artificiais de decantação, preservando desta forma o meio ambiente evitando contaminação do solo, lençóis freáticos e afluentes próximos.

## Usos

### Mineração
A geomembrana é usada como revestimento do solo nas bases das pilhas de lixiviação, nas canaletas que transportam o líquido lixiviado, nos lagos de armazenamento desse líquido e nas lagoas de evaporação.
Também pode ser utilizada na impermeabilização dos tanques de evaporação das minas de lítio, e em processos nas minas de ouro e cobre.

### Engenharia Civil
Usada para construir canais de irrigação e diques, além de ser aplicada na impermeabilização de túneis, lajes e lagoas de armazenamento.

### Piscicultura
Perfeita para a impermeabilização de lagoas de criação de peixes, sem riscos ao meio-ambiente.

### Aterros
A utilização de geomembrana para cobertura dos aterros sanitários evita a exalação do odor e propicia a captação de gás para uso energético.

### Agrícola
Pode ser usada a geomembrana para construção de esterqueiras de contenção dos dejetos oriundos de criação animal. Também pode ser usada como cobertura para captação do gás gerado para fins energéticos.